# Танец среди мечей
«Танец среди мечей» — картина польского и русского художника Генриха Семирадского (1843—1902), написанная в 1881 году. Хранится в Государственной Третьяковской галерее в Москве (инв. 5263). Размер картины — 120 × 225 см.

## История
Картина «Танец среди мечей» была написана Генрихом Семирадским в 1881 году в Риме. Считается, что она была повторением картины, написанной в 1879—1880 годах, местонахождение которой неизвестно. Картина, ныне находящаяся в Третьяковской галерее, была написана по заказу Козьмы Солдатёнкова (1818—1901) — известного предпринимателя и коллекционера, владельца художественной галереи. После смерти Солдатёнкова в 1901 году, по его завещанию вся коллекция была передана Румянцевскому музею. После расформирования музея в 1920-е годы часть картин, включая «Танец среди мечей» Семирадского, была передана в Третьяковскую галерею.

## Описание
На картине изображена обнажённая женщина, танцующая среди мечей с остриями, направленными вверх. Ей аккомпанируют три женщины, одна из которых играет на кифаре, другая — на разновидности флейты (по-видимому, на авлосе, хотя также упоминается сиринга), а третья — на барабане (возможно, это тимпан). За танцем наблюдают несколько мужчин — по-видимому, патрициев, изображённых сидящими в беседке в правой части картины. Сюжет картины воспринимается как вечный праздник, наполненный негой и наслаждениями. Он связан с античными временами, Древней Греции или Рима, и он, несомненно, выдуман художником. Действие происходит на фоне живописного средиземноморского пейзажа — по-видимому, художник изобразил здесь вид Неаполитанского залива.
Генрих Сенкевич так писал об этой картине:
Никто не передает так стихию солнечного света, как Семирадский. Фоном светлой части картины «Танец среди мечей», на которой изображена пляшущая девушка, является чудесный, напенный воздухом, насыщенный синевой моря пейзаж. За террасой виден изумрудный залив и скалистые холмы, окаймляющие берега. Эти холмы, выдержанные в розовых тонах, чуть затенены и как бы растворены в необъятной морской лазури. Только тот, кто собственными глазами смотрел на окрестности Рима и Неаполитанский залив, сумеет понять, сколько правды и души в этом пейзаже, в этой голубизне, в этом созвучии розовых и голубых цветов и в этой прозрачности дали. Если бы эта картина была только пейзажем, если бы ни одно человеческое существо не оживляло тишину и покой, — даже тогда она была бы шедевром.
Семирадский считался представителем позднего академизма. По-видимому, это была одна из тех картин, за которые его и в России, и в Польше упрекали за космополитизм и за отсутствие национальной идеи. Передвижники считали, что это «чертополох, от которого нужно избавиться».

## Другие версии
Семирадский также написал уменьшенную версию этой картины (77 × 155 см) с тем же названием. В 2011 году она была продана на аукционе Sotheby's в Нью-Йорке за сумму в 2 миллиона 98 тысяч долларов (при начальной оценке в 600—800 тысяч долларов) — это рекордная аукционная цена для картин Семирадского.